# 法蘭索瓦絲-路易斯·德·華倫

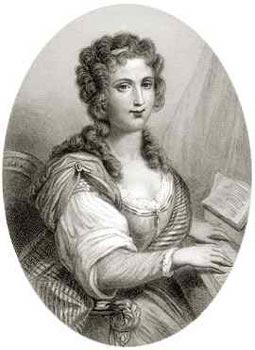
华伦夫人

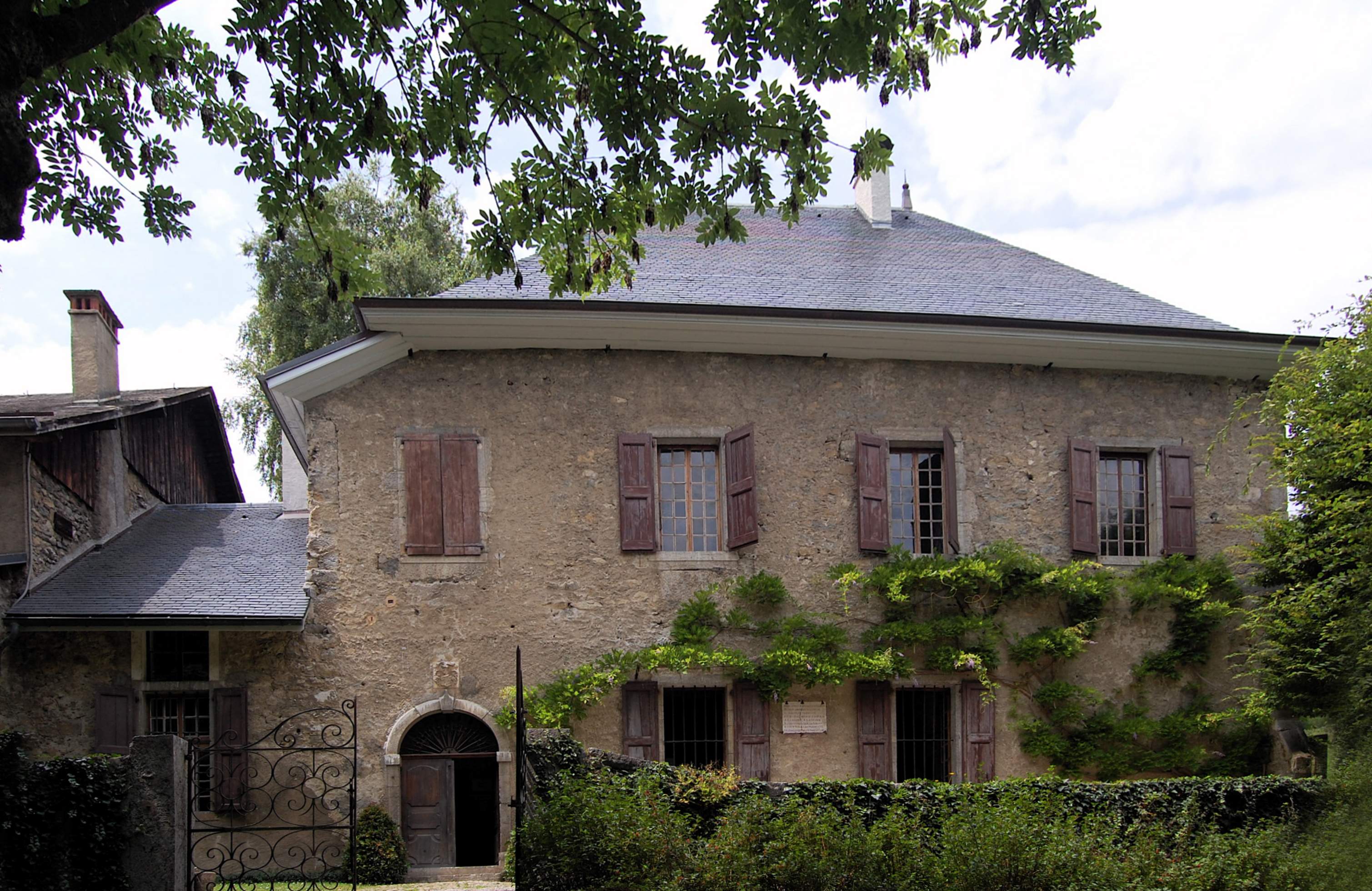
1735-1736年卢梭与华伦夫人同居的房屋，现在是卢梭博物馆

法蘭索瓦絲-路易斯·德·華倫（法語：Françoise-Louise de Warens，1699年3月31日 – 1762年7月29日），出生名法蘭索瓦絲-路易斯·德·拉圖爾（法語：Françoise-Louise de La Tour），通稱“华伦夫人”（法語：Madame de Warens），是让-雅克·卢梭的情妇。
华伦夫人出生在瑞士沃韦的一个新教徒家庭，后来移居到阿讷西，在1726年改宗罗马天主教，以便得到罗马天主教在当时更正教的堡垒日内瓦附近为加强传教而发放的教会养老金。
华伦夫人在当时因生活放荡，是一个有争议的人物。1726年服装生意失败后，华伦夫妇离婚。1728年圣枝主日，卢梭与她初次相识。有人说她是撒丁王国的间谍。华伦夫人最初是卢梭的老师，但是后来他们发展为性爱关系。1762年在尚贝里，华伦夫人在贫困中去世, 直到六年后卢梭才获悉她的死讯。 卢梭在《忏悔录》中描述了两人的关系。